# 新北市立鶯歌高級工商職業學校
新北市立鶯歌高級工商職業學校（英語：New Taipei Municipal Yingge Vocational High School），簡稱為鶯歌工商，位於台灣新北市鶯歌區，創校於1997年6月。

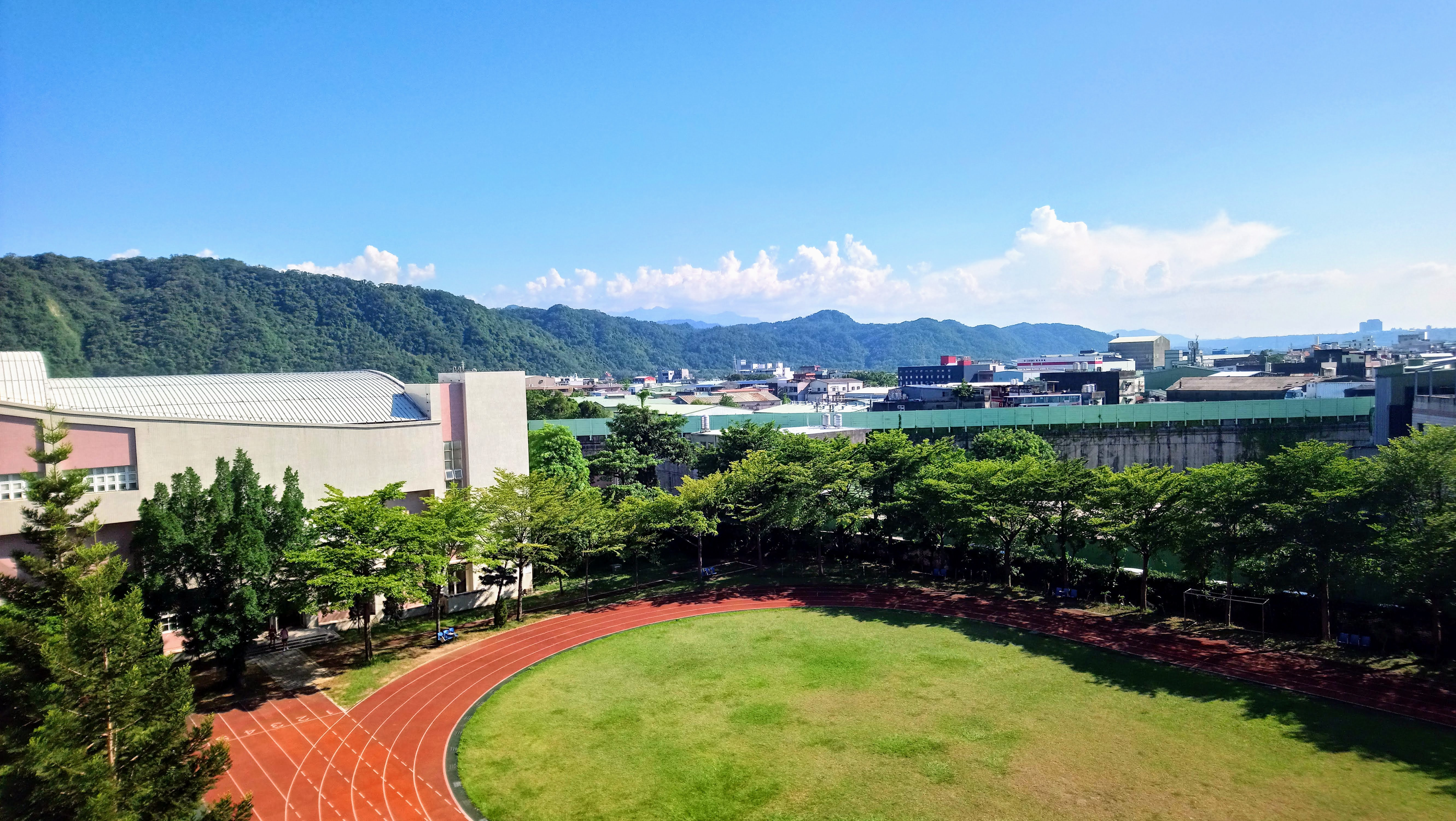
操場，後方為學生活動中心

## 校園歷史

### 演變與發展
- 1996年（民國85年）：臺北縣立鶯歌高級工商職業學校籌備處成立。
- 1997年（民國86年）：「臺北縣立鶯歌高級工商職業學校」成立，陶瓷工程科、美術工藝科 、資料處理科、廣告設計科設立。
- 1998年（民國87年）：資訊科設立。
- 2000年（民國89年）：附設進修學校成立。
- 2001年（民國90年）：綜合職能科設立。
- 2010年（民國99年）：體育班設立。
- 2011年（民國100年）：因應臺北縣改制新北市，更名為「新北市立鶯歌高級工商職業學校」。
- 2024年（民國113年）：多媒體設計科成立。
- 2025年（民國114年）：應用日語科成立。

### 歷任校長
| 任期 | 姓名   | 任職日期  | 離職日期  | 異動原因                                                               |
| ---- | ------ | --------- | --------- | ---------------------------------------------------------------------- |
| 1    | 林國泰 | 1997年6月 | 2000年7月 | 原國立海山高級工業職業學校教務主任升任，調任新北市立安康高級中學校長。 |
| 2    | 何金針 | 2000年8月 | 2004年7月 | 原新北市立錦和高級中學校長轉任，屆齡退休。                             |
| 3    | 張再興 | 2004年8月 | 2007年7月 | 原新北市立海山高級中學校長轉任，屆齡退休。                             |
| 4    | 陳水氷 | 2007年8月 | 2010年7月 | 原新北市立光榮國民中學校長轉任。                                       |
| 5    | 陳水氷 | 2010年8月 | 2014年7月 | 調任新北市立錦和高級中學校長。                                         |
| 6    | 孔令文 | 2014年8月 | 2018年7月 | 原新北市立三多國民中學學務主任升任。                                   |
| 7    | 孔令文 | 2018年8月 | 2021年7月 | 調任新北市立泰山高級中學校長。                                         |
| 8    | 顏龍源 | 2021年8月 | 現任      | 原新北市立瑞芳高級工業職業學校校長轉任。                               |

## 教學單位
日間部
- 設計群（為工業類科）
  - 陶瓷工程科
  - 美術工藝科
  - 廣告設計科
  - 多媒體設計科

- 商管群（為商業類科）
  - 資料處理科

- 電機電子群（為工業類科）
  - 資訊科

- 特殊教育班（為普通類科）
  - 綜合職能科
  - 體育班

進修學校
- 設計群（為工業類科）
  - 廣告設計科

- 電機電子群（為工業類科）
  - 資訊科

## 校園建築物
- 行政大樓
- 教學大樓
- 圖研大樓
- 陶工大樓
- 學生活動中心

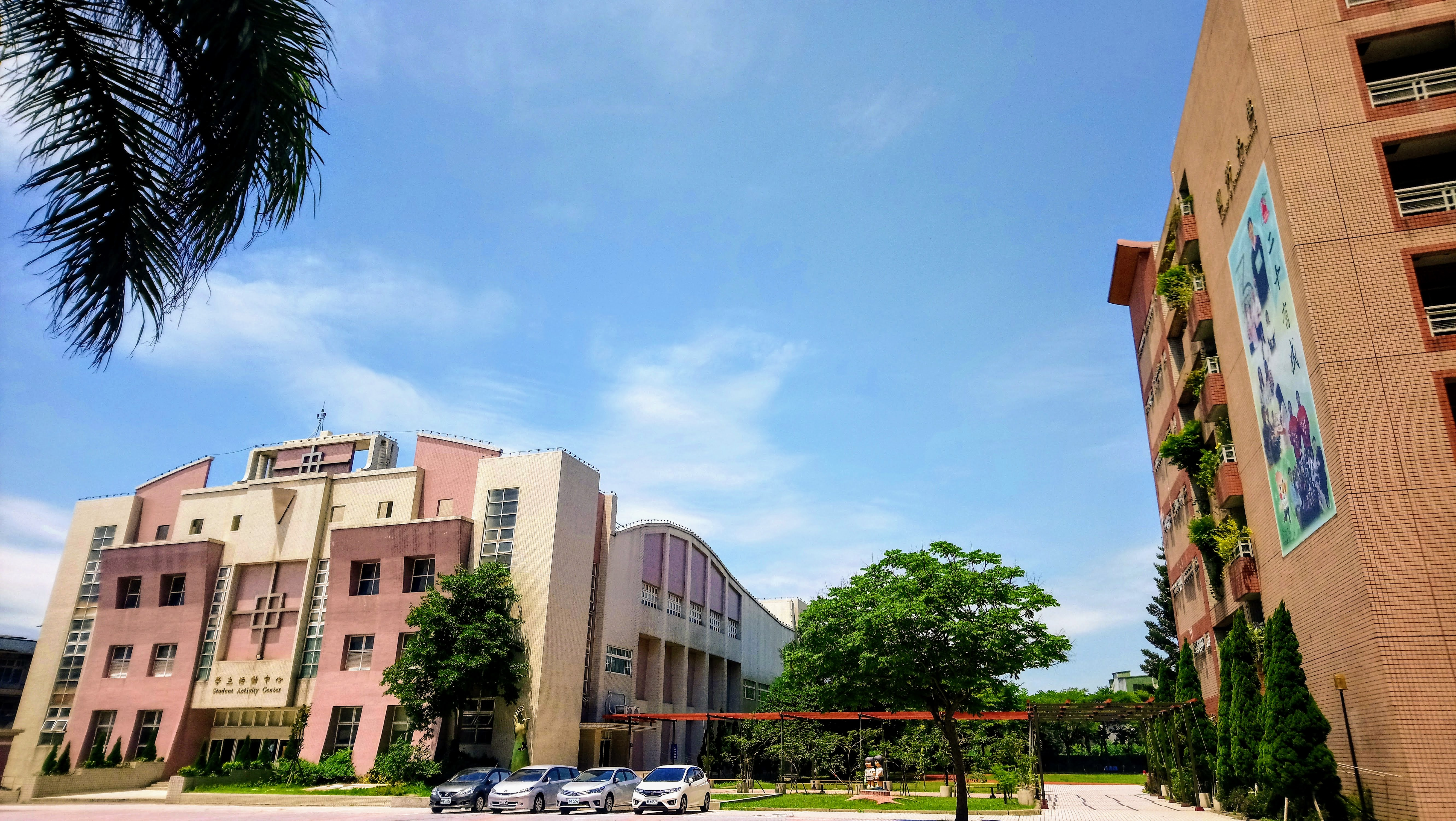
學生宿舍  - 左後方為學生活動中心，右側為圖研大樓
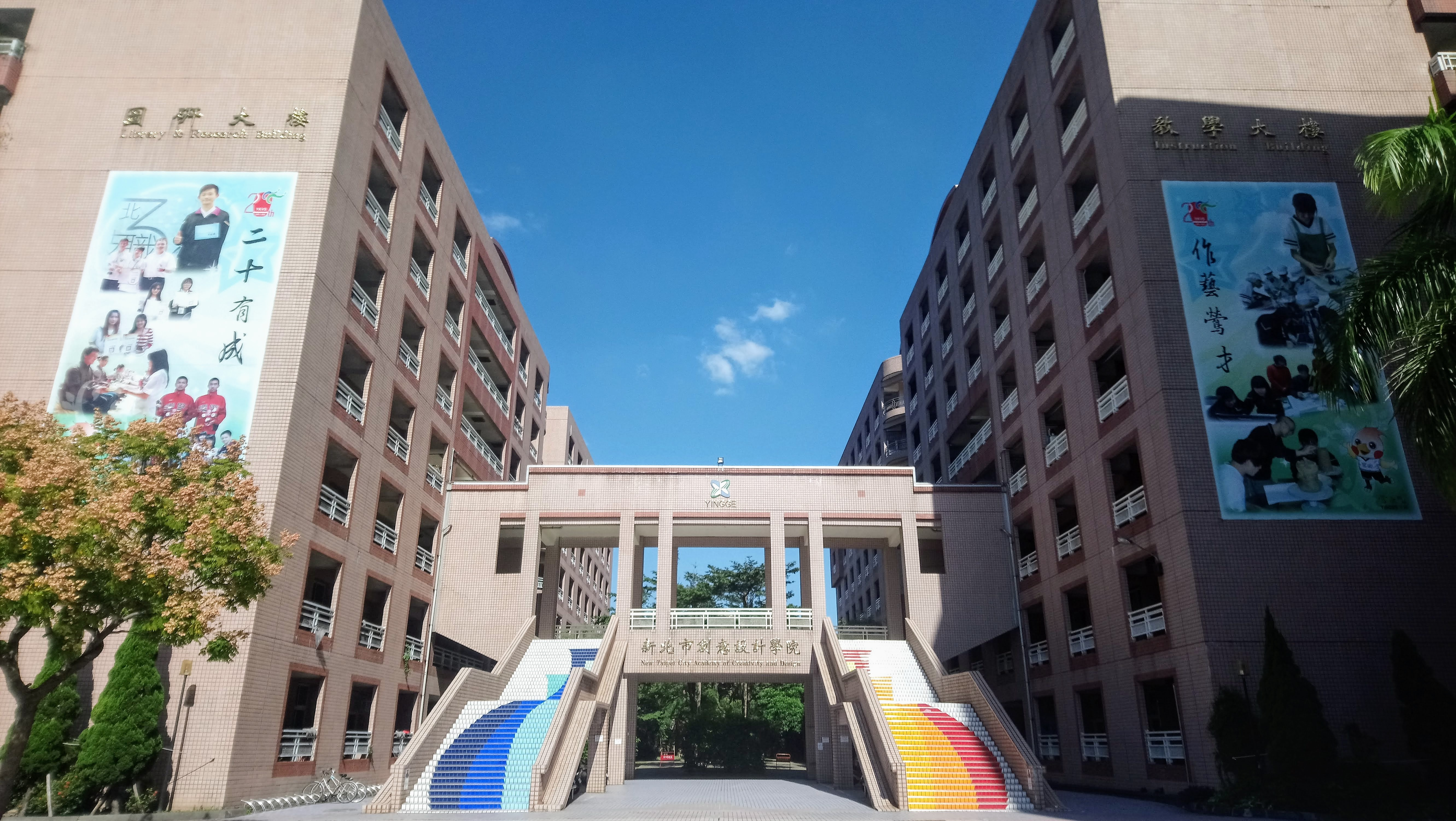
左側為圖研大樓，右側為教學大樓，中間以空橋連結。
  - 左側為圖研大樓，右側為教學大樓，中間以空橋連結。

## 外部連結
- 新北市立鶯歌高級工商職業學校 （页面存档备份，存于）
- 新北市立鶯歌高級工商職業學校詳細資料